# Neri Cardozo
Neri Raúl Cardozo (* 8. August 1986 in Mendoza) ist ein argentinischer Fußballspieler. 
Er gewann 2005 mit der argentinischen U-20-Nationalmannschaft die U-20-WM in den Niederlanden. 
Sein letzter Verein war Boca Juniors, für die er sein Debüt am 16. Februar 2004 gegen die Mannschaft von Gimnasia y Esgrima de La Plata machte. Zum Jahr 2009 wechselte er für umgerechnet 2,1 Millionen Euro zu dem mexikanischen erstklassigen Club Jaguares de Chiapas. Seine Länderspielpremiere machte er beim Spiel gegen Chile am 18. April 2007.